# Ídolos (Brasil)
Ídolos foi um talent show brasileiro, baseado no programa britânico Pop Idol e parte da franquia Idols, que consistia em revelar o "novo ídolo musical do Brasil".
Estreou em 5 de abril de 2006 na emissora SBT, substituindo o horário ocupado pela sessão de filmes Quinta no Cinema após a mudança do humorístico A Praça É Nossa dos sábados para as quintas-feiras, sendo apresentado por Beto Marden e Lígia Mendes, e com a participação de Arnaldo Saccomani, Carlos Eduardo Miranda, Cynthia "Cyz" Zamorano e Thomas Roth como jurados. A segunda e última temporada no SBT estreou em 28 de março de 2007, mantendo os apresentadores e jurados da primeira temporada. Essa foi a primeira versão brasileira para o formato de talent show criado por Simon Fuller.
Em 2008, o formato, ainda no auge, foi comprado pela emissora Record, que produziu e exibiu as cinco temporadas posteriores. A primeira temporada da Record estreou em 19 de agosto de 2008, tendo Rodrigo Faro como apresentador e Luiz Calainho, Marco Camargo e Paula Lima como jurados. Em 2011, Luiza Possi e Rick Bonadio entraram para o júri, substituindo Paula e Calainho, respectivamente. Luiza e Bonadio foram substituídos por Fafá de Belém e Supla, respectivamente, em 2012. Também em 2012, Rodrigo Faro deixou a apresentação do programa e foi substituído por Marcos Mion.
Em 2012, após a grande final da 7.ª temporada ao todo do programa no Brasil, a Record anunciou o encerramento da atração. Em seu lugar, a emissora adaptou outro talent show, Got Talent Brasil.

## Fases

### Audições

Estados que receberam audições em 2008

As audições são realizadas em normalmente cinco cidades de grande concentração populacional do país. Em sete temporadas, o programa passou pelas seguintes cidades: Brasília e Goiânia na região Centro-Oeste; Fortaleza, Recife e Salvador na região Nordeste; Belém na região Norte; Belo Horizonte, Campinas, Rio de Janeiro, São Paulo e Uberlândia na região Sudeste; e Curitiba, Florianópolis e Porto Alegre na região Sul.
Os inscritos normalmente passam por dois cortes preliminares, com um produtor do programa e um profissional e depois pela direção do programa, antes de poderem se apresentar para os jurados, porém apenas as audições para os jurados são televisionadas. Nessas etapas preliminares, são aprovados cantores ruins, medianos e bons para equilibrar as emoções que o programa despertará ao longo da fase das audições, incluindo um número de candidatos inusitados ou engraçados que são consequentemente satirizados pelos jurados. 
Os candidatos que passam pelos cortes preliminares em cada cidade das audições são então ouvidos individualmente pelos jurados. Para passar para a fase seguinte, o candidato deve ser aprovado pela maioria dos jurados.
Nessa fase, o apresentador tem uma aparição menor apenas mostrando pontos turísticos do local de realização de gravação e entrevistando candidatos na fila de espera.

### Teatro / Resort

#### Ídolos2006 aÍdolos2011: Teatro
Os candidatos aprovados nas audições são levados à cidade de São Paulo, onde se apresentam em um palco de Teatro. Essa fase é feita em três etapas eliminatórias distintas:
Na primeira etapa, chamada de Chorus Line, um número de candidatos por vez sobem ao palco e, alinhados em uma fileira, cantam individualmente e a cappella um trecho de uma música de escolha livre. Eles são julgados e alguns eliminados.
Na segunda etapa, os candidatos selecionados devem memorizar previamente canções escolhidas pelos jurados para se apresentarem em grupos (ou, menos comumente, em duplas ou trios). Novamente, alguns candidatos são eliminados. Mesmo cantando em grupos, os candidatos são julgados individualmente, portanto as eliminações são individuais e não necessariamente do grupo todo.
Na terceira e última etapa, os candidatos selecionados têm que fazer uma apresentação solo de uma música da seleção dos jurados, com acompanhamento de banda ou podendo tocar seu próprio instrumento, em frente aos jurados e aos outros candidatos, para então ouvirem na decisão final se serão classificados para as semifinais.

#### Ídolos2012: Resort
Na temporada de 2012, a segunda fase, que era a fase do Teatro nas edições anteriores, foi realizada no Mavsa Resort, na cidade de Cesário Lange, em São Paulo. As três etapas eliminatórias do Resort continuaram parecidas com as do Teatro, com algumas modificações:
Na primeira etapa, chamada de Chorus Line, um número de candidatos por vez, que não foram aprovados por unanimidade nas audições, são chamados e, alinhados em uma fileira, cantam individualmente e a cappella um trecho de uma música de escolha livre. Eles são julgados e alguns eliminados.
Na segunda etapa, os candidatos selecionados e os candidatos que não precisaram cantar na primeira etapa têm que se dividir em duplas para apresentarem uma música da seleção dos jurados. Novamente, alguns são eliminados. Mesmo cantando em duplas, os candidatos são julgados individualmente, portanto as eliminações são individuais e não necessariamente da dupla.
Na terceira e última etapa, os candidatos selecionados têm que fazer uma apresentação solo de uma música da seleção dos jurados, com acompanhamento de banda, aos jurados, para então ouvirem na decisão final se serão classificados para as semifinais.

### Semifinais
Também chamadas de fase dos workshops. A partir dessa fase, as apresentações passam a ser realizadas em estúdio e os jurados, apesar de ainda darem suas avaliações, passam o poder de decisão para o público, que define, através de votação por telefone e SMS, os candidatos que serão classificados para a fase dos concertos (finais). As semifinais ocorrem de maneiras distintas dependendo da temporada.
A partir do Ídolos 2010, tanto o público quanto os jurados passam a ter o poder de decisão, visto que 5 candidatos serão classificados por votação do público e outros 5 restantes por decisão dos jurados.

#### Ídolos2006 e 2008
Nas temporadas de 2006 e 2008, 30 semifinalistas foram aleatoriamente divididos em 3 grupos de 10 candidatos. Cada concorrente cantaria na noite de seu respectivo grupo. Os três candidatos mais votados pelo público de cada grupo (independente de sexo) avançariam para as finais.
Ambas as temporadas também apresentaram os episódios da Repescagem. No Ídolos 2006, 8 candidatos que não conseguiram passar para a fase final foram escolhidos pelos jurados para se apresentarem novamente e disputarem a última vaga no Top 10. No Ídolos 2008, 6 candidatos (2 de cada grupo) que não conseguiram passar para a fase final foram escolhidos pelos jurados para se apresentarem novamente e disputarem a última vaga no Top 10.

#### Ídolos2007
Na temporada de 2007, 32 semifinalistas foram divididos por sexo em 4 grupos de 8 candidatos. Cada concorrente cantaria na noite de seu respectivo grupo (2 noites de homens e 2 noites de mulheres). Os três candidatos mais votados pelo público de cada grupo avançariam para as finais, que ampliou de Top 10 para Top 12.

#### Ídolos2009
Na temporada de 2009, 24 semifinalistas foram divididos por sexo em 2 grupos de 12 candidatos. Foram 2 noites de apresentações, uma do grupo masculino e outra do feminino. Os seis mais votados pelo público de cada grupo foram classificados para as finais, formando o Top 12.

#### Ídolos2010, 2011 e 2012
Nas temporadas de 2010, 2011 e 2012, 15 semifinalistas se apresentaram na mesma noite e, no episódio seguinte, os 5 mais votados pelo público foram revelados e automaticamente classificados para as finais. Mais tarde, durante o programa, os jurados escolhiam outros 5 restantes para completar o Top 10.

### Finais
Também chamadas de fase dos concertos, têm a duração de 7-10 semanas. Cada finalista do Top 10 (Ídolos 2006, 2008, 2010, 2011 e 2012) ou Top 12 (Ídolos 2007 e 2009) canta uma canção a partir de um tema semanal em apresentações, acompanhadas por banda ao vivo e para uma plateia maior, com um candidato sendo eliminado a cada semana (em algumas semanas podendo haver eliminação de dois candidatos). Os temas semanais podem ser baseados em um gênero musical, músicas gravadas por determinado artista ou temas genéricos. Durante o período das finais, os finalistas passam a viver juntos em uma mansão, onde ficam em regime de confinamento, fazendo ensaios e preparação vocal com uma treinadora vocal e um preparador corporal antes de subir ao palco. Nas primeiras semanas, os candidatos cantam uma música cada. A partir do Top 5 os competidores cantam duas músicas cada; e a partir do Top 3 cantam três músicas cada. O público vota em seu(s) preferido(s) através de SMS, telefone (abolido no Ídolos 2010) e internet (a partir do Ídolos 2011).
Após um ou dois dias (dependendo da temporada) do episódio de apresentações há o episódio de resultados, onde são revelados os votos do público para aquela semana. Os episódios de resultados normalmente têm a presença de um convidado musical especial, podendo ou não estar relacionado com o tema musical da semana. No anúncio dos resultados, os candidatos mais votados pelo público são anunciados salvos em ordem aleatória, até chegar aos três menos votados (nas semanas finais do programa apenas são anunciados 2 menos votados; e na penúltima semana apenas é anunciado o menos votado).
Então, os menos votados são chamados ao centro do palco. Em seguida, o apresentador salva o candidato que foi o 3.º menos votado. Os 2 menos votados permanecem e o resultado é revelado; o candidato eliminado deixa o programa, vendo sua retrospectiva e cantando pela última vez no palco do Ídolos.
Nas semanas em que ocorre eliminação dupla, são anunciados quatro menos votados, em vez de três, seguindo o mesmo procedimento: um é salvo primeiro (o 4.º menos votado) e, em seguida, é revelado o resultado com os três restantes, sendo os dois candidatos menos votados eliminados.
No Ídolos 2012, foi introduzido o "Veto dos Jurados", semelhante ao "Judges' Save" da versão estadunidense American Idol. Após a revelação do menos votado da semana, os jurados podem salvar o eliminado caso haja consenso entre eles, fazendo com que a competição continue intacta por mais uma semana. O Veto pode ser usado apenas uma vez durante as finais.

#### Grande Final
A grande final consiste na apresentação dos dois candidatos restantes na disputa. Nas temporadas de 2006 e 2007, ambas exibidas pelo SBT, a grande final foi realizada no mesmo estúdio da fase dos concertos, na CDT da Anhanguera. Na temporada de 2008, primeira a ser exibida pela Record, a grande final foi realizada no Complexo do Anhembi, em São Paulo. Na temporada de 2009, a grande final aconteceu no Teatro Bradesco, em São Paulo. Nas temporadas de 2010 e 2011, a grande final ocorreu no Via Funchal, em São Paulo. No Ídolos 2012, a grande final foi realizada nos Estúdios Quanta, em São Paulo, o mesmo da fase dos concertos, e teve três finalistas disputando o título de novo ídolo, em vez de dois.
O episódio da grande final costuma ser mais longo, transmitido ao vivo e tem apresentações de vários convidados musicais especiais, além de reunir todos os finalistas eliminados. No final do episódio, é anunciado o candidato que recebeu mais votos do público, que se torna o vencedor do programa. Até a temporada de 2011, o prêmio principal era um contrato com uma gravadora para o lançamento de um disco. Na temporada de 2012, o prêmio foi 500 mil reais para o vencedor investir no sonho de se tornar um grande ídolo da música. O vencedor encerra o programa cantando a música de trabalho em meio à comemoração.

## Ídolos Kids
Em 2012, a Record lançou, em sua festa de apresentação de programação do ano, o talent show Ídolos Kids, uma então novidade para tentar, mais uma vez, dar um novo ânimo à atração original. Ídolos Kids estreou no dia 5 de setembro de 2012, um dia depois da estreia da 7.ª temporada ao todo do formato original. Teve apenas a participação de crianças com idade entre 7 a 12 anos. Os jurados foram Afonso Nigro, João Gordo e Kelly Key, e foi apresentado por Cássio Reis. Devido à boa audiência da primeira temporada, onde chegou a ser líder no ibope em alguns minutos de alguns episódios, a emissora decidiu estrear a segunda temporada em menos de um ano depois, diferentemente do formato original, que não seria mais exibido em 2013.

## Sumário
| Ano  | Vencedor(a)    | Vice(s)             | Vice(s)          | Apresentador(es) | Apresentador(es) | Jurados  | Jurados | Jurados | Jurados   | Emissora |
| Ano  | Vencedor(a)    | Vice(s)             | Vice(s)          | Apresentador(es) | Apresentador(es) | 1        | 2       | 3       | 4         | Emissora |
| ---- | -------------- | ------------------- | ---------------- | ---------------- | ---------------- | -------- | ------- | ------- | --------- | -------- |
| 2006 | Leandro Lopes  | Lucas Poletto       | Lucas Poletto    | Beto Marden      | Lígia Mendes     | Miranda  | Roth    | Cyz     | Saccomani | SBT      |
| 2007 | Thaeme Mariôto | Shirley Carvalho    | Shirley Carvalho | Beto Marden      | Lígia Mendes     | Miranda  | Roth    | Cyz     | Saccomani | SBT      |
| 2008 | Rafael Barreto | Rafael Bernardo     | Rafael Bernardo  | Rodrigo Faro     | Rodrigo Faro     | Calainho | Paula   | Marco   | —         | Record   |
| 2009 | Saulo Roston   | Diego Moraes        | Diego Moraes     | Rodrigo Faro     | Rodrigo Faro     | Calainho | Paula   | Marco   | —         | Record   |
| 2010 | Israel Lucero  | Tom Black           | Tom Black        | Rodrigo Faro     | Rodrigo Faro     | Calainho | Paula   | Marco   | —         | Record   |
| 2011 | Henrique Lemes | Higor Rocha         | Higor Rocha      | Rodrigo Faro     | Rodrigo Faro     | Rick     | Luiza   | Marco   | —         | Record   |
| 2012 | Everton Silva  | Leonardo Cavalcante | Quinara Vizeu    | Marcos Mion      | Marcos Mion      | Supla    | Fafá    | Marco   | —         | Record   |

## Temporadas
| Finalistas (data de eliminação) |                |
| SBT                             |                |
| Ídolos 2006                     |                |
| Leandro Lopes                   | Vencedor       |
| Lucas Poletto                   | Vice-campeão   |
| Osnir Alves                     | 20 de julho    |
| Vanessa Oliveira                | 13 de julho    |
| Paulo Neto                      | 6 de julho     |
| Angel Duarte                    | 29 de junho    |
| Giovana Félix                   | 22 de junho    |
| Davison Batista                 | 15 de junho    |
| Thaís Moreira                   | 8 de junho     |
| Pollyana Papel                  | 1 de junho     |
| Ídolos 2007                     |                |
| Thaeme Mariôto                  | Vencedora      |
| Shirley Carvalho                | Vice-campeã    |
| Lenny Bellard                   | 9 de agosto    |
| Tiago Faria                     | 2 de agosto    |
| Davi Lins                       | 26 de julho    |
| Naiara Terra                    | 19 de julho    |
| Karine Rodrigues                | 12 de julho    |
| Dan Barros                      | 5 de julho     |
| Isaque Galvão                   | 28 de junho    |
| João Callaça                    | 21 de junho    |
| Dani Black                      | 14 de junho    |
| Julio JL                        | 14 de junho    |
| Record                          |                |
| Ídolos 2008                     |                |
| Rafael Barreto                  | Vencedor       |
| Rafael Bernardo                 | Vice-campeão   |
| Maria Christina                 | 10 de dezembro |
| Paulo Cremona                   | 3 de dezembro  |
| Nanda Garcia                    | 26 de novembro |
| Lorena Chaves                   | 19 de novembro |
| Cássia Raquel                   | 12 de novembro |
| Amandí Cortez                   | 5 de novembro  |
| Pedrinho Black                  | 29 de outubro  |
| Tiago Mattos                    | 22 de outubro  |
| Ídolos 2009                     |                |
| Saulo Roston                    | Vencedor       |
| Diego Moraes                    | Vice-campeão   |
| Hellen Lyu                      | 9 de dezembro  |
| Priscila Borges                 | 2 de dezembro  |
| Dani Morais                     | 25 de novembro |
| Marcos Paulo                    | 18 de novembro |
| Marcos Duarte                   | 12 de novembro |
| Júlio César                     | 4 de novembro  |
| Taíssa de Araújo                | 4 de novembro  |
| Thaís Bonizzi                   | 28 de outubro  |
| Raquel Soares                   | 21 de outubro  |
| Evandro Elias                   | 14 de outubro  |
| Ídolos 2010                     |                |
| Israel Lucero                   | Vencedor       |
| Tom Black                       | Vice-campeão   |
| Nise Palhares                   | 16 de setembro |
| Chay Suede                      | 9 de setembro  |
| Romero Ribeiro                  | 2 de setembro  |
| Maria Alice                     | 26 de agosto   |
| Rodrigo Valentim                | 19 de agosto   |
| Tamires Santana                 | 19 de agosto   |
| Agnes Jamille                   | 12 de agosto   |
| Juliani Fernandes               | 5 de agosto    |
| Ídolos 2011                     |                |
| Henrique Lemes                  | Vencedor       |
| Higor Rocha                     | Vice-campeão   |
| Hellen Caroline                 | 7 de julho     |
| Karielle Gontijo                | 30 de junho    |
| Fernanda Portilho               | 23 de junho    |
| Marjory Porto                   | 16 de junho    |
| Elson Júnior                    | 9 de junho     |
| Camila Morais                   | 9 de junho     |
| Mello Júnior                    | 2 de junho     |
| Raphael Diniz                   | 26 de maio     |
| Ídolos 2012                     |                |
| Everton Silva                   | Vencedor       |
| Leonardo Cavalcante             | Vice-campeões  |
| Quinara Vizeu                   | Vice-campeões  |
| Raphael Leandro                 | 6 de dezembro  |
| Kim Lírio                       | 29 de novembro |
| Thiago Thaylom                  | 22 de novembro |
| Pryscilla Silva                 | 22 de novembro |
| Tiago Barbosa                   | 15 de novembro |
| Ana Paula Nogueira              | 8 de novembro  |
| Jéssica Campos                  | 1 de novembro  |

| Legenda geral:                         |
| -------------------------------------- |
| Salvo primeiro                         |
| Salvo por último                       |
| Eliminado                              |
| Salvo pelos jurados (Veto dos Jurados) |
| Desistente                             |
| Vice-campeão                           |
| Vencedor                               |

### SBT

#### Ídolos2006
A primeira temporada exibida pelo SBT estreou em 5 de abril de 2006. As audições foram realizadas em cinco capitais: Recife, Brasília, Porto Alegre, Rio de Janeiro e São Paulo.
Na grande final, exibida em 27 de julho de 2006, Leandro Lopes venceu Lucas Poletto. Na sua audição, Leandro foi reprovado pelo jurado Arnaldo Saccomani, porém ele progrediu não ficando nunca entre os menos votados nas finais.
Vanessa Oliveira foi a candidata de todas as temporadas que mais esteve entre os menos votados, por seis vezes, sendo eliminada na sexta vez.
| Data        | Menos votados        | Menos votados        | Menos votados        |
| 1 de junho  | Pollyana Papel       | Paulo Neto           | Vanessa Oliveira     |
| 8 de junho  | Thaís Moreira        | Vanessa Oliveira (2) | Osnir Alves          |
| 15 de junho | Davison Batista      | Vanessa Oliveira (3) | Lucas Poletto        |
| 22 de junho | Giovana Félix        | Vanessa Oliveira (4) | Osnir Alves (2)      |
| 29 de junho | Angel Duarte         | Lucas Poletto (2)    | Vanessa Oliveira (5) |
| 6 de julho  | Paulo Neto (2)       | Osnir Alves (3)      |                      |
| 13 de julho | Vanessa Oliveira (6) | Lucas Poletto (3)    |                      |
| 20 de julho | Osnir Alves (4)      |                      |                      |
| 27 de julho | Lucas Poletto (4)    | Leandro Lopes        |                      |

#### Ídolos2007
A segunda e última temporada exibida pelo SBT estreou em 28 de Março de 2007. As audições foram realizadas em cinco cidades: Salvador, Belém, Belo Horizonte, Campinas e Florianópolis.
Essa temporada foi a única a ter um Top 3 apenas com mulheres. A grande final, exibida em 16 de agosto de 2007, consagrou Thaeme Mariôto, que derrotou Shirley Carvalho, com 53% dos votos do público. Thaeme ficou entre os menos votados duas vezes, durante o top 12 e o top 6. Thaeme também foi a única mulher a vencer o programa. Desde 2011, forma a dupla sertaneja Thaeme & Thiago.
Karine Rodrigues foi a primeira candidata com deficiência visual a ter chegado nas finais do Ídolos.
| Data          | Menos votados        | Menos votados      | Menos votados     | Menos votados |
| 14 de junho1  | Julio JL             | Isaque Galvão      |                   |               |
| 14 de junho1  | Dani Black           | Thaeme Mariôto     |                   |               |
| 21 de junho   | João Callaça         | Dan Barros         | Isaque Galvão (2) |               |
| 28 de junho   | Isaque Galvão (3)    | Dan Barros (2)     | Karine Rodrigues  |               |
| 5 de julho    | Dan Barros (3)       | Shirley Carvalho   | Lenny Bellard     |               |
| 12 de julho   | Karine Rodrigues (2) | Naiara Terra       | Lenny Bellard (2) |               |
| 19 de julho   | Naiara Terra (2)     | Thaeme Mariôto (2) | Tiago Faria       |               |
| 26 de julho   | Davi Lins            | Lenny Bellard (3)  |                   |               |
| 2 de agosto   | Tiago Faria (2)      | Lenny Bellard (4)  |                   |               |
| 9 de agosto   | Lenny Bellard (5)    |                    |                   |               |
| 16 de agosto2 | Shirley Carvalho (2) | Thaeme Mariôto     |                   |               |

- ↑Nota 1:  Nesta semana, o homem e a mulher menos votados foram eliminados. Também foram anunciados e chamados ao centro do palco o 2.º homem menos votado (Isaque Galvão) e a 2.ª mulher menos votada (Thaeme Mariôto). Não foi divulgado qual dos dois eliminados foi o menos votado, embora Julio JL tenha sido anunciado antes.
- ↑Nota 2:  Na grande final, foi anunciado que Thaeme Mariôto recebeu 53% dos votos do público para vencer, enquanto Shirley Carvalho obteve 47% dos votos.[3]

### Record

#### Ídolos2008
A primeira temporada exibida pela Record (terceira ao todo) estreou em 19 de agosto de 2008. As audições ocorreram nas capitais de quatro estados de três diferentes regiões brasileiras: Porto Alegre, Salvador, Rio de Janeiro e São Paulo.
Em 17 de dezembro de 2008, Rafael Barreto venceu Rafael Bernardo e conquistou o título. Barreto esteve apenas uma vez entre os menos votados, durante o top 7.
| Data           | Menos votados       | Menos votados       | Menos votados     |
| 22 de outubro  | Tiago Mattos        | Amandí Cortez       | Lorena Chaves     |
| 29 de outubro  | Pedrinho Black      | Rafael Bernardo     | Lorena Chaves (2) |
| 5 de novembro  | Amandí Cortez (2)   | Nanda Garcia        | Cássia Raquel     |
| 12 de novembro | Cássia Raquel (2)   | Rafael Barreto      | Maria Christina   |
| 19 de novembro | Lorena Chaves (3)   | Nanda Garcia (2)    | Paulo Cremona     |
| 26 de novembro | Nanda Garcia (3)    | Rafael Bernardo (2) |                   |
| 3 de dezembro  | Paulo Cremona (2)   | Maria Christina (2) |                   |
| 10 de dezembro | Maria Christina (3) |                     |                   |
| 17 de dezembro | Rafael Bernardo (3) | Rafael Barreto      |                   |

#### Ídolos2009
A segunda temporada exibida pela Record (quarta ao todo) estreou em 18 de agosto de 2009. As audições ocorreram nas capitais de cinco estados: Curitiba, Belo Horizonte, Fortaleza, São Paulo e Rio de Janeiro.
Nesta temporada, houve pela primeira vez uma desistência durante as finais: Marcos Duarte desistiu da competição durante o anúncio dos resultados do top 7, mesmo não estando entre os três menos votados da noite.
No dia 16 de dezembro de 2009, Saulo Roston foi anunciado o novo ídolo do Brasil vencendo Diego Moraes. Saulo esteve apenas uma vez entre os menos votados, durante o top 9. Saulo já havia participado do Ídolos 2008, mas foi eliminado no Top 30 daquela edição.
| Data            | Menos votados       | Menos votados       | Menos votados   | Menos votados    |
| 14 de outubro   | Evandro Elias       | Thaís Bonizzi       | Raquel Soares   |                  |
| 21 de outubro   | Raquel Soares (2)   | Júlio César         | Marcos Paulo    |                  |
| 28 de outubro3  | Thaís Bonizzi (2)   | Dani Morais         | Júlio César (2) |                  |
| 4 de novembro4  | Júlio César (3)     | Taíssa de Araújo    | Saulo Roston    | Marcos Paulo (2) |
| 12 de novembro5 | Dani Morais (2)     | Diego Moraes        | Priscila Borges |                  |
| 12 de novembro5 | Marcos Duarte       |                     |                 |                  |
| 18 de novembro6 | Marcos Paulo (3)    | Priscila Borges (2) | Dani Morais (3) |                  |
| 25 de novembro  | Dani Morais (4)     | Priscila Borges (3) | Hellen Lyu      |                  |
| 2 de dezembro   | Priscila Borges (4) | Diego Moraes (2)    | Hellen Lyu (2)  |                  |
| 9 de dezembro   | Hellen Lyu (3)      |                     |                 |                  |
| 16 de dezembro  | Diego Moraes (3)    | Saulo Roston        |                 |                  |

- ↑Nota 3:  Não foi divulgado quem era o 2.º e 3.º menos votado entre Dani Morais e Júlio César, apenas foi anunciado que Thaís Bonizzi era a eliminada da noite, com os três menos votados no palco.
- ↑Nota 4:  Esta semana teve dois eliminados, com isso foram anunciados quatro menos votados. Não foi divulgado qual dos dois eliminados foi o menos votado, e ambos foram anunciados simultaneamente.
- ↑Nota 5:  Devido ao apagão ocorrido em 10 de novembro de 2009 em vários estados brasileiros, as apresentações foram reprisadas no dia 11 de novembro de 2009 e a eliminação foi adiada para o dia 12 de novembro de 2009. Dani Morais, Diego Moraes e Priscila Borges foram os três menos votados da semana, porém quando o apresentador Rodrigo Faro divulgaria a eliminação, Marcos Duarte anunciou sua desistência, apesar de ter sido salvo pelo público nesta noite, alegando problemas físicos e emocionais. Com isso, Dani, Diego e Priscila continuaram na competição e não houve divulgação de qual dos três seria o 3.º, 2.º e menos votado da semana.
- ↑Nota 6:  Devido à desistência de Marcos Duarte na semana anterior sem ele estar entre os menos votados, os votos desta semana foram somados aos da anterior.

#### Ídolos2010
A terceira temporada exibida pela Record (quinta ao todo) estreou no dia 10 de junho de 2010. As audições ocorreram em Fortaleza, Florianópolis, Rio de Janeiro e São Paulo.
No dia 23 de setembro de 2010, Israel Lucero foi anunciado o novo Ídolo do Brasil, vencendo Tom Black. Ambos nunca estiveram entre os menos votados nas finais, sendo a primeira vez que isso ocorre no Top 2. Israel era, até então, o candidato mais jovem a vencer o programa, com 16 anos e 10 meses. Henrique Lemes, em 2011, o ultrapassaria, com 16 anos e 3 meses.
| Data           | Menos votados      | Menos votados       | Menos votados     | Menos votados |
| 5 de agosto    | Juliani Fernandes  | Chay Suede          | Tamires Santana   |               |
| 12 de agosto   | Agnes Jamille      | Tamires Santana (2) | Romero Ribeiro    |               |
| 19 de agosto7  | Rodrigo Valentim   | Tamires Santana (3) | Maria Alice       | Nise Palhares |
| 26 de agosto   | Maria Alice (2)    | Chay Suede (2)      | Nise Palhares (2) |               |
| 2 de setembro  | Romero Ribeiro (2) | Chay Suede (3)      | Nise Palhares (3) |               |
| 9 de setembro  | Chay Suede (4)     | Nise Palhares (4)   |                   |               |
| 16 de setembro | Nise Palhares (5)  |                     |                   |               |
| 23 de setembro | Tom Black          | Israel Lucero       |                   |               |

- ↑Nota 7:  Esta semana teve dois eliminados, com isso foram anunciados quatro menos votados. Não foi divulgado qual dos dois eliminados foi o menos votado, e ambos foram anunciados simultaneamente.

#### Ídolos2011
A quarta temporada exibida pela Record (sexta ao todo) estreou em 5 de abril de 2011. As audições foram realizadas em Florianópolis, Uberlândia, Rio de Janeiro e São Paulo.
No dia 14 de julho de 2011, Henrique Lemes foi anunciado o vencedor com 55% dos votos, contra Higor Rocha. Na grande final da temporada, foi constatado o recorde absoluto de votos nas edições do programa: mais de 7 milhões. Ambos com 16 anos, na época, é o Top 2 mais jovem de todas as edições. Henrique não esteve nunca entre os menos votados durante as finais. Ele também se torna o candidato mais jovem a vencer, com 16 anos e 3 meses, superando Israel Lucero, da edição anterior.
Foi a segunda vez que uma candidata com deficiência visual chegou às finais do Ídolos, Marjory Porto. A primeira foi na edição de 2007, Karine Rodrigues.
| Data         | Menos votados         | Menos votados       | Menos votados     | Menos votados   |
| 26 de maio   | Raphael Diniz         | Camila Morais       | Elson Júnior      |                 |
| 2 de junho   | Mello Júnior          | Elson Júnior (2)    | Marjory Porto     |                 |
| 9 de junho8  | Camila Morais (2)     | Elson Júnior (3)    | Fernanda Portilho | Hellen Caroline |
| 16 de junho  | Marjory Porto (2)     | Hellen Caroline (2) | Higor Rocha       |                 |
| 23 de junho  | Fernanda Portilho (2) | Hellen Caroline (3) | Higor Rocha (2)   |                 |
| 30 de junho  | Karielle Gontijo      | Hellen Caroline (4) |                   |                 |
| 7 de julho   | Hellen Caroline (5)   |                     |                   |                 |
| 14 de julho9 | Higor Rocha (3)       | Henrique Lemes      |                   |                 |

- ↑Nota 8:  Esta semana teve dois eliminados, com isso foram anunciados quatro menos votados. Não foi divulgado qual dos dois eliminados foi o menos votado, embora Camila Morais tenha sido anunciada antes.
- ↑Nota 9:  A grande final obteve recorde de votação em todas as edições do programa, com mais de 7 milhões de votos. Devido a um erro no site oficial do programa, as porcentagens da grande final foram divulgadas assim que a votação foi encerrada, antes do anúncio ao vivo, apontando que Henrique Lemes recebeu 55% dos votos do público para vencer, enquanto Higor Rocha obteve 45% dos votos.[4]

#### Ídolos2012
A quinta e última temporada exibida pela Record (sétima ao todo) estreou no dia 4 de setembro de 2012. As audições ocorreram em Salvador, Goiânia, Rio de Janeiro, Porto Alegre e São Paulo. As audições tiveram recorde de inscritos: cerca de 100 mil candidatos.
Essa temporada foi a que teve as finais mais curtas, com apenas sete semanas. Ocorreram mudanças e fatos inéditos nessa edição, como a segunda fase que passou a ser num resort, a introdução do "Veto dos Jurados" que pôde ser usado para salvar um candidato da eliminação, o novo prêmio de 500 mil reais e, principalmente, a grande final pela primeira vez no Brasil com três candidatos. A grande final teve outro fato inédito: Quinara Vizeu se tornou a única mulher a chegar na grande final nas temporadas da Record, e apenas a terceira ao todo (contando com as temporadas do SBT), após Thaeme Mariôto e Shirley Carvalho no Ídolos 2007.
A grande final foi realizada em 13 de dezembro de 2012 e deu a vitória a Everton Silva. Everton não esteve nunca entre os menos votados, assim como Leonardo Cavalcante, que também chegou à grande final.
| Data             | Menos votados       | Menos votados       | Menos votados      | Menos votados     |
| 1 de novembro    | Jéssica Campos      | Kim Lírio           | Pryscilla Silva    |                   |
| 8 de novembro10  | Ana Paula Nogueira  | Pryscilla Silva (2) | Quinara Vizeu      | Thiago Thaylom    |
| 15 de novembro   | Tiago Barbosa       | Raphael Leandro     | Thiago Thaylom (2) |                   |
| 22 de novembro11 | Pryscilla Silva (3) | Thiago Thaylom (3)  | Kim Lírio (2)      | Quinara Vizeu (2) |
| 29 de novembro   | Kim Lírio (3)       | Raphael Leandro (2) | Quinara Vizeu (3)  |                   |
| 6 de dezembro12  | Raphael Leandro (3) |                     |                    |                   |
| 13 de dezembro13 | Quinara Vizeu (4)   | Leonardo Cavalcante | Everton Silva      |                   |

- ↑Nota 10:  Esta semana teria dois eliminados, com isso foram anunciados quatro menos votados. Ana Paula Nogueira e Pryscilla Silva foram as duas menos votadas da semana, porém os jurados decidiram usar o Veto e salvaram Pryscilla. Com isso, apenas Ana Paula deixou a competição nessa semana. Não foi divulgado qual das duas foi a menos votada, embora Ana Paula Nogueira tenha sido anunciada antes.
- ↑Nota 11:  Esta semana teve dois eliminados, com isso foram anunciados quatro menos votados. Não foi divulgado qual dos dois eliminados foi o menos votado, embora Pryscilla Silva tenha sido anunciada antes.
- ↑Nota 12:  Inicialmente, nesta semana haveria mais uma eliminação dupla, enquanto os dois mais votados iriam para a grande final da temporada. Porém, ao anunciar os resultados, o apresentador Marcos Mion anunciou que neste ano aconteceria uma mudança: pela primeira vez na história do formato brasileiro aconteceria uma grande final com três candidatos. Com isso, apenas Raphael Leandro deixou a competição nessa semana.
- ↑Nota 13:  Na grande final, foi anunciado apenas que Everton Silva foi o vencedor; não foi divulgado quem ficou em 2.º e 3.º lugar entre Leonardo Cavalcante e Quinara Vizeu.

## Logotipos
Esta é uma galeria dos logotipos já utilizados para o programa, desde a estreia:

2006 a 2007
2008 a 2012